# Benson & Hedges

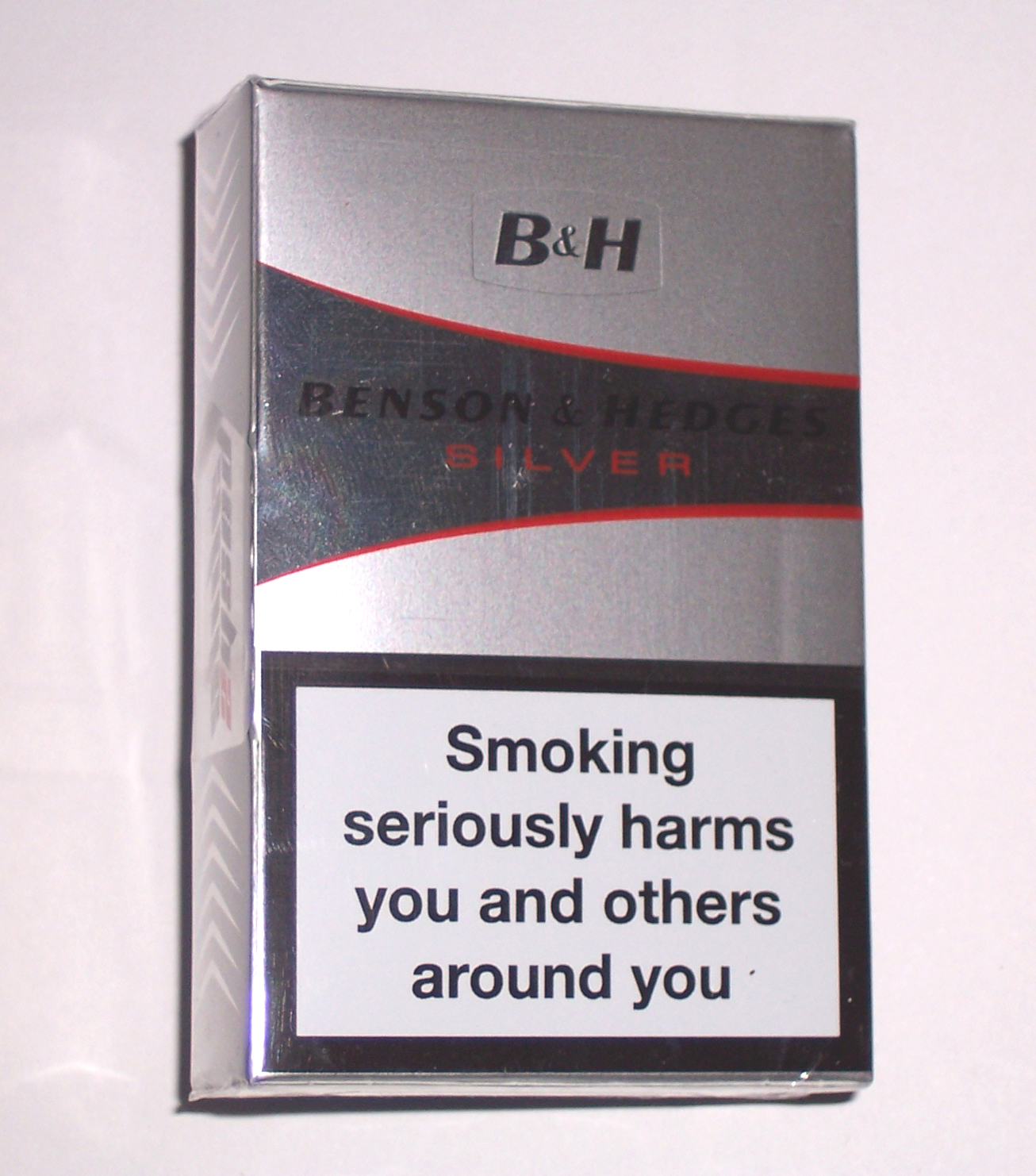
Benson & Hedges Silver

Benson & Hedges war die meistverkaufte Zigarettenmarke des englischen Tabakkonzerns Gallaher Group (die mittlerweile von Japan Tobacco übernommen wurde) mit Sitz in London. 

## Geschichte
Gegründet wurde Benson & Hedges 1873 von Richard Benson und William Hedges, 1955 übernahm der heute als Gallaher Group bekannte Tabakkonzern die Firma. 
Ihre Bekanntheit steigerte die Marke durch Sportsponsoring, unter anderem bei Cricket-Veranstaltungen wie dem Benson & Hedges Cup, Snooker wie dem Benson & Hedges Masters und als langjähriger Sponsor des Formel-1-Teams Jordan Grand Prix. Ein Werbespruch in den 1980er-Jahren war: „Wer auf diesen Geschmack kommt, hat seinen Stil gefunden“.
Ab März 2019 wurde die Marke in mehreren Schritten unter das Dach der Marke Winston überführt. Nur die B&H Gold blieb weiterhin unter dieser Bezeichnung erhalten.

## Ehemalige Produkte (bis 2019)
- Benson & Hedges Filter (im Jahr 2012) (Nikotin: 0,9 mg | Teer: 10 mg | Kohlenstoffmonoxid: 10 mg)
- Benson & Hedges Black  Slide (im Jahr 2009) (Nikotin: 0,8 mg | Teer: 10 mg | Kohlenstoffmonoxid: 10 mg)
- Benson & Hedges Silver  Slide (Nikotin: 0,6 mg | Teer: 7 mg | Kohlenstoffmonoxid: 9 mg)
- Benson & Hedges White Slide (Nikotin: 0,3 mg | Teer: 4 mg | Kohlenstoffmonoxid: 5 mg)
- Benson & Hedges Dual (Nikotin: 0,6 mg | Teer: 7 mg | Kohlenstoffmonoxid: 10 mg)